# Коллока, Сильвия
Сильвия Коллока (англ. Silvia Colloca; род. 23 июля 1977, Милан) — итальяно-американская актриса, оперная певица и фотомодель.

## Биография
Сильвия Коллока родилась 23 июля 1977 года в Милане, Италия. Обладательница тембра голоса меццо-сопрано.
Наиболее известная роль Сильвии — вампирша Верона, невеста графа Дракулы в фильме «Ван Хельсинг» 2004 года. В 2006 году снялась в боевике «Детонатор», в 2007 году — в комедии «Убийцы вампирш-лесбиянок». 
В 2015 году была номинирована на премию «Logie Awards» в категории «Graham Kennedy Award for Most Outstanding New Talent» за создание собственного кулинарного шоу «Сделано в Италии с Сильвией Коллокой».

## Личная жизнь
Родилась в еврейско-итальянской семье.
Замужем за австралийским актёром Ричардом Роксбургом. Они поженились 25 сентября 2004 года в Тоскане (область Италии). От него есть два сына — Рафаэль Джек Доменико Роксбург (род. 10.02.2007), Майро Джанни Дэвид Роксбург (род. 01.10.2010) и дочь Луна Роксбург (род. 21.04.2017) .

## Фильмография
| Год  |     | Русское название               | Оригинальное название        | Роль                            |
| ---- | --- | ------------------------------ | ---------------------------- | ------------------------------- |
| 2002 | ф   | Касомай                        | Casomai                      | обладательница каннской награды |
| 2003 | с   | Адвокат                        | L'avvocato                   | Таня                            |
| 2004 | ф   | Ван Хельсинг                   | Van Helsing                  | Верона                          |
| 2004 | ки  | Ван Хельсинг                   | Van Helsing                  | Верона, озвучка                 |
| 2006 | в   | Детонатор                      | The Detonator                | Надя Камински                   |
| 2007 | ф   | Территория девственниц         | Virgin Territory             | сестра Лизабетта                |
| 2009 | ф   | Убийцы вампирш-лесбиянок       | Lesbian Vampire Killers      | Кармилла                        |
| 2009 | тф  | Дэвид Гарретт: Live In Berlin  | David Garrett Live in Berlin | девушка                         |
| 2009 | с   | Упаковано для Рафтеров         | Packed to the Rafters        | Верна                           |
| 2010 | с   | Полицейские: Локальная команда | Cops LAC                     | Габриэлла Харрисон              |
| 2010 | с   | Рейк                           | Rake                         | Соня Дана                       |
| 2012 | ф   | Апокалипсис обезьян            | L'apocalisse delle scimmie   | Тоссика                         |
| 2013 | ф   | Нерв                           | Nerve                        | Елена                           |
| 2013 | кор | Ферма                          | La Finca                     | женщина                         |
| 2014 | кор | Ад Данте                       | Dante's Hell Animated        | Беатрис, озвучка                |
| 2015 | кор | Нежная мгла                    | The Tender Dark              | мать                            |
| 2015 | кор | Ариадна                        | Ariadne                      | Ри Лазич                        |
| 2016 | ф   | Ад описанный Данте             | Inferno by Dante             | Беатрис, озвучка                |
| 2024 | ф   | Чёрная вдова. Укус смерти      | Sting                        | Мария                           |